# Sociología de la familia

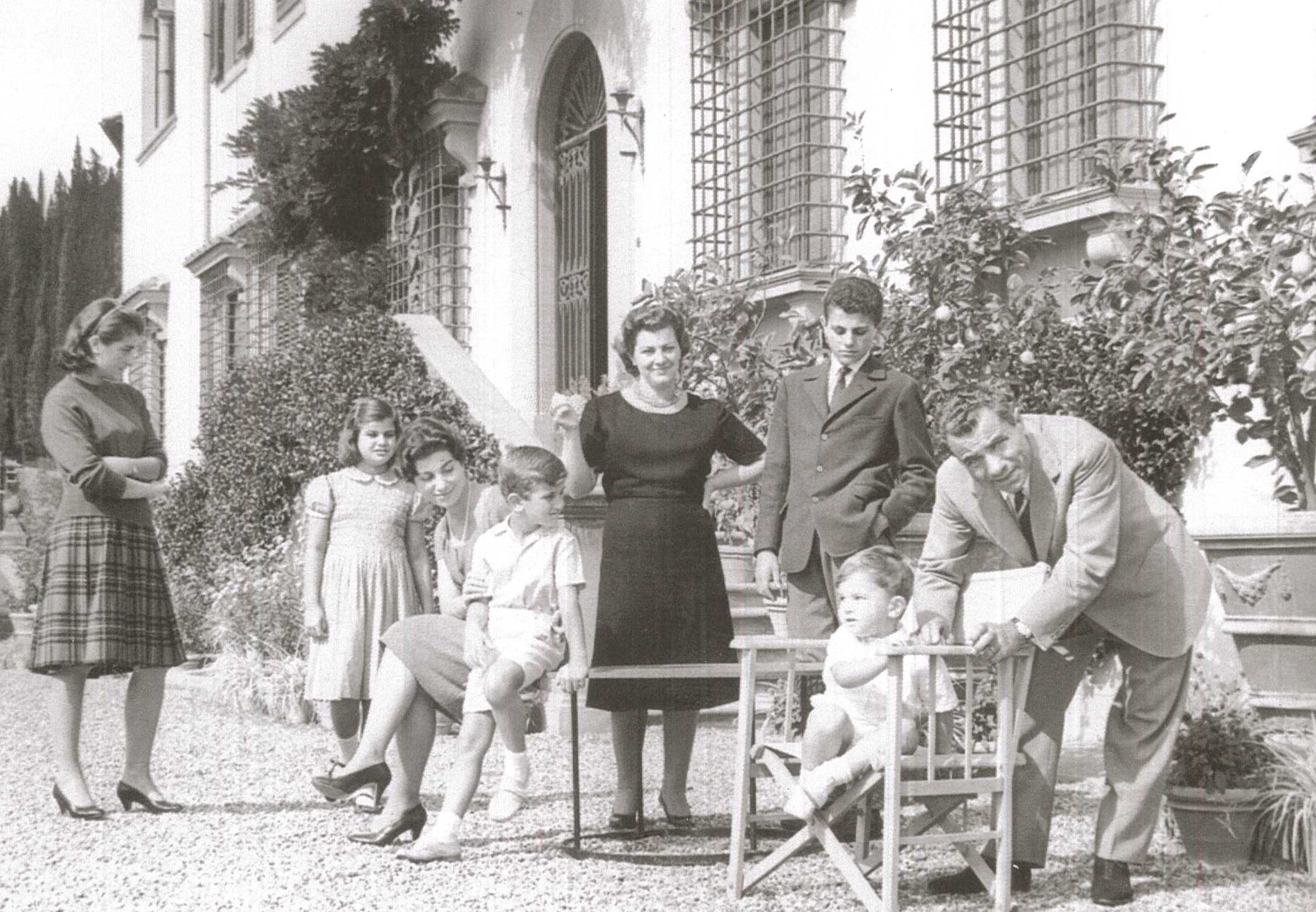
Familia italiana en 1959

US Birth Rates. Nacimientos por 1.000 habitantes

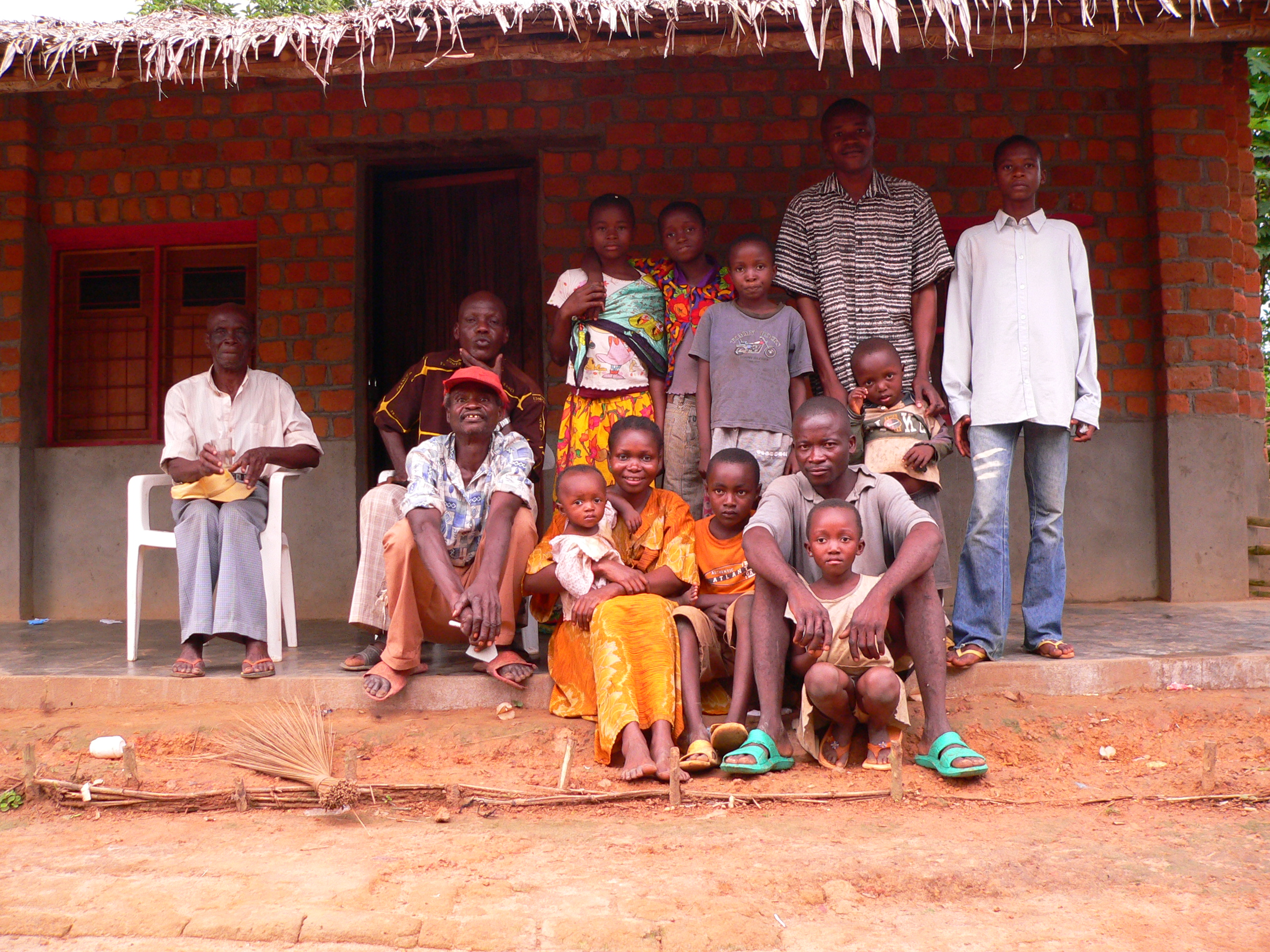
Basankusu - Familia típica del Congo

La sociología de la familia es un subcampo de la sociología, en el que investigadores y académicos evalúan la estructura familiar como una institución social y unidad de socialización desde diversas perspectivas sociológicas.

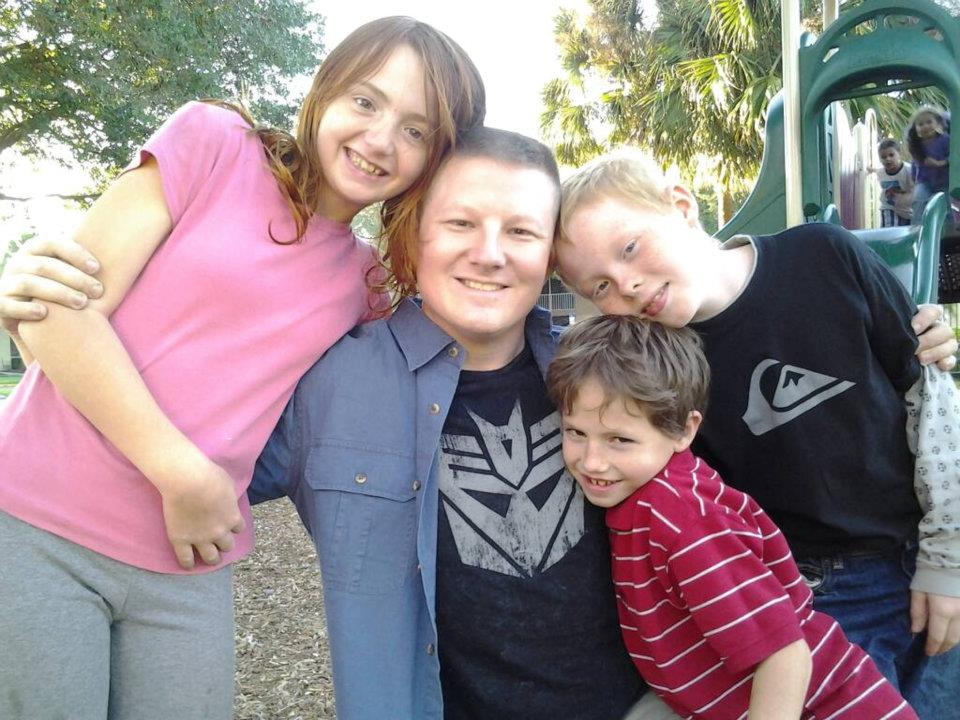
Padre con sus hijos en Florida

## Aspectos a considerar
| Vectores             | Áreas de enfoque | Ejemplos |
| -------------------- | --- | --- |
| Demografía           | Tamaño de la familia, edad, etnia, diversidad, género.                                                                                   | - La edad promedio de matrimonio se está haciendo mayor. - Tradicional: hombre como sostén de la familia y mujer como ama de casa - Aumento de las tasas de divorcio.                                                |
| Dominio / Esfera     | Qué aspectos de la vida familiar son considerados importantes por la familia, el gobierno o el grupo                                     | - Opiniones sobre el matrimonio y la sexualidad - Políticas estatales relacionadas con la estructura familiar y los beneficios.                                                                                      |
| Cambio e interacción | Interacciones de los miembros de la familia entre sí, otras organizaciones, impacto de las medidas políticas.                            | - Aumento de los roles fluidos de género dentro del hogar familiar. - Generación de baby boomers - Influencia de vivir en un hogar multigeneracional. - Relaciones a larga distancia - trabajadores en el extranjero |
| Ideología            | Creencias familiares y efectos psicológicos.                                                                                             | - Cómo las elecciones de los padres afectan a sus hijos. - Efectos de las parejas y matrimonios del mismo sexo en los niños. - Infertilidad masculina o femenina                                                     |
| Clase social         | Indicadores económicos y capital, movilidad, profesiones, ingresos del hogar, nivel más alto de educación de los miembros de la familia. | - Movilidad de familias inmigrantes - Bajas tasas de natalidad entre mujeres altamente educadas en Japón |

## Metodología

### Cuantitativa
Una de las fuentes más conocidas para recopilar datos históricos y contemporáneos sobre las familias son las encuestas del censo nacional. En los Estados Unidos, el censo nacional ocurre en cada hogar cada 10 años. La Oficina del Censo recopila datos sobre familias estadounidenses para la nación, los estados y las comunidades. Sus datos proporcionan estadísticas sobre las tendencias en la composición del hogar y la familia, y muestran el número de niños, adultos jóvenes y parejas que viven en los Estados Unidos. Sus campos se organizan en grupos como: cuidado de niños, hijos, manutención de niños, familias y hogares, fertilidad, abuelos y nietos, matrimonio y divorcio, y parejas del mismo sexo.

### Cualitativa
Otro método es la investigación de observación etnográfica o participativa de las familias, que generalmente reduce el tamaño de la muestra para tener un análisis más íntimo de la estructura familiar conyugal u otra. En general, un enfoque cualitativo para la investigación es una excelente manera de investigar la dinámica de grupo y las relaciones familiares. Específicamente, la investigación cualitativa sobre el tema de las familias es particularmente útil cuando se analizan: 
1. Significados más profundos sobre las interacciones y relaciones familiares
2. Aprender más sobre las opiniones internas sobre los procesos relacionales y observar las interacciones
3. Mirar a la familia desde un contexto más amplio
4. Proporcionar una voz para los miembros marginados de la familia (por ejemplo, caso de abuso).

A menudo, los datos cualitativos pueden proporcionar datos amplios que son ricos y significativos, especialmente para familias estructuralmente diversas.

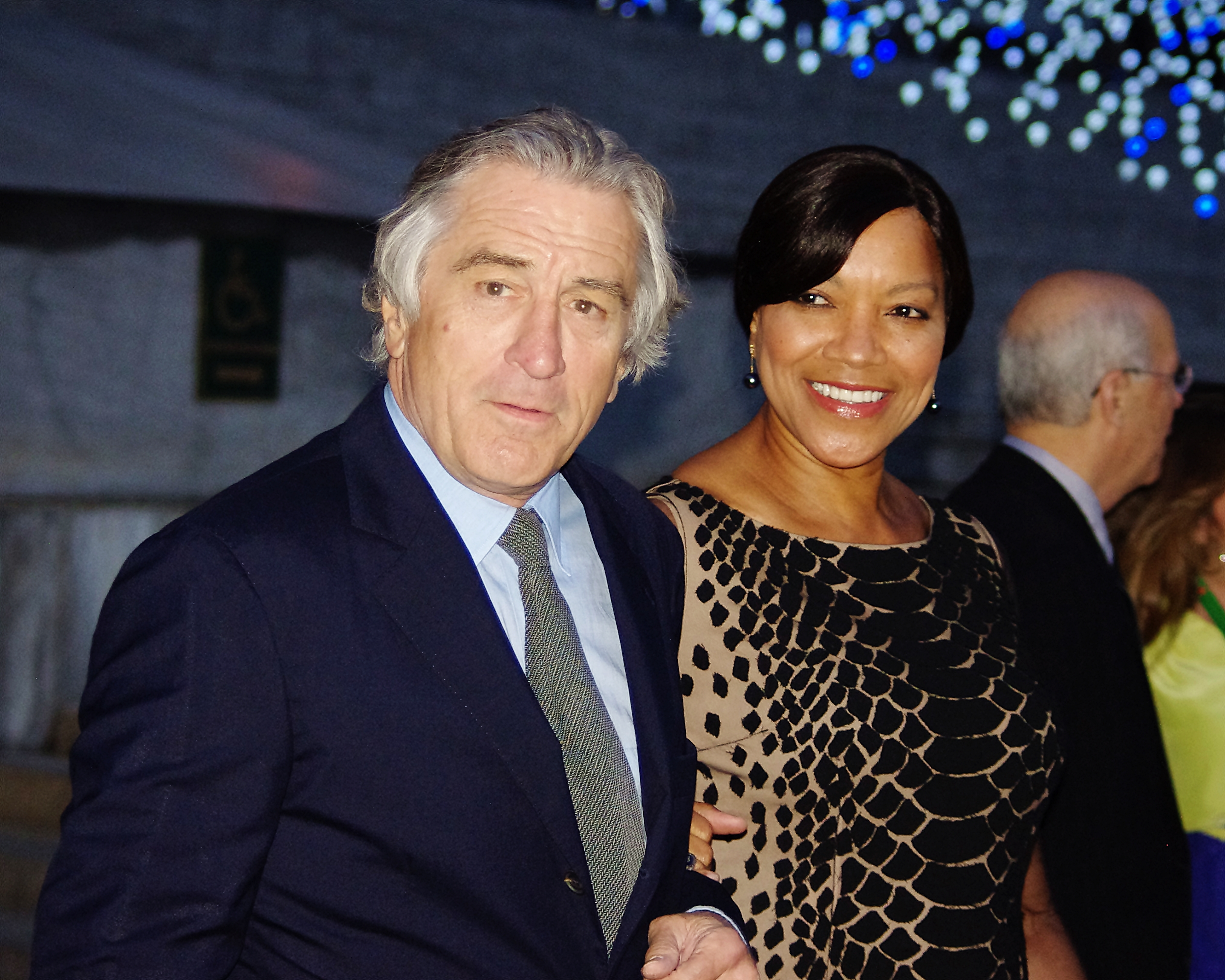
Robert De Niro y su esposa Grace Hightower.

## Sociología de la intimidad interracial
La construcción de la raza en la sociedad occidental y, hasta cierto punto, a nivel mundial, ha llevado a una visión distinta de la intimidad interracial. Aunque las relaciones interraciales y los matrimonios se han vuelto mucho más populares y socialmente aceptables en los Estados Unidos y Europa Occidental desde la era de los Derechos Civiles, estas uniones continúan siendo vistas con una aceptación menor por partes significativas de la población. El libro American Families de Stephanie Coontz trata las dificultades por las que pasaron estas parejas durante el tiempo anterior al caso Loving v. Virginia, cuando las prohibiciones de matrimonio interracial fueron declaradas inconstitucionales. Estas prohibiciones funcionaron para hacer cumplir la regla de una gota y reforzar la identidad y los privilegios. Internacionalmente, la extrema derecha continúa promoviendo ideas de pureza racial trabajando en contra de la normalización de las parejas y familias interraciales.

## Vida familiar premoderna y discurso religioso

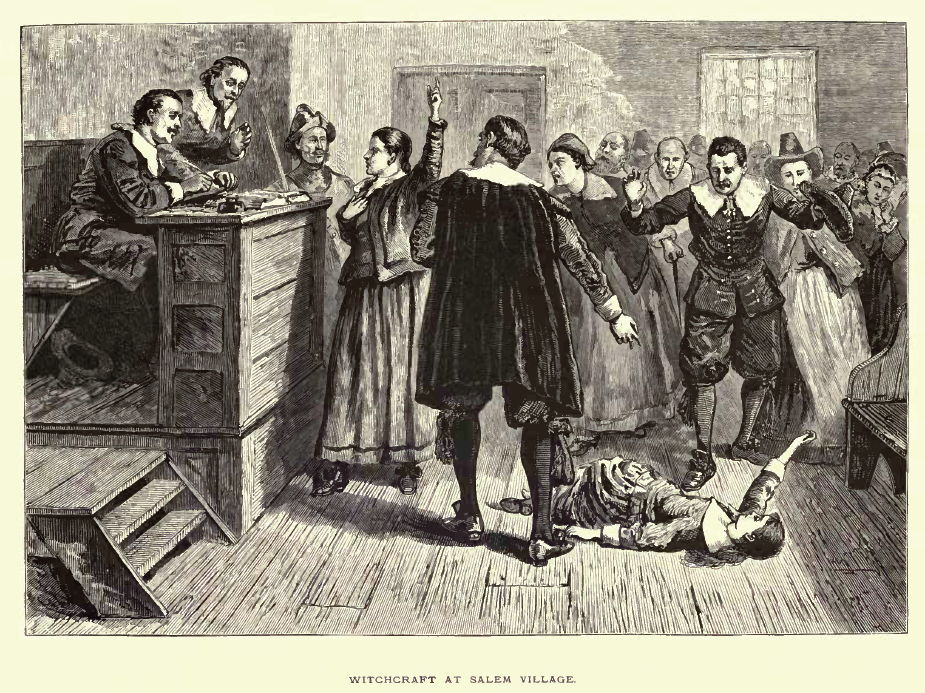
Caza de brujas en Salem

Históricamente, los discursos religiosos han jugado un papel importante en la constitución de miembros de la familia y la construcción de formas particulares de comportamiento en las familias, y la religión ha sido particularmente importante en los discursos sobre la sexualidad femenina. Un ejemplo del papel de la religión a este respecto fue la "locura de la brujería" en la Europa medieval. Según Turner, este fue un dispositivo para regular el comportamiento de las mujeres, y el ataque contra las mujeres como brujas fue principalmente "una crítica de su sexualidad". 'Las mujeres estaban estrechamente asociadas con la brujería, porque se argumentaba que eran particularmente susceptibles a los avances sexuales del demonio. ... Las mujeres eran vistas como irracionales, emocionales y carentes de autocontrol y por ello eran especialmente vulnerables a la tentación satánica'.
Turner argumenta que los intentos de regular la sexualidad femenina a través del discurso religioso, en el caso de Europa occidental, deben entenderse en el contexto de las preocupaciones sobre la gestión de la propiedad privada y garantizar su continuidad. Por lo tanto, para la aristocracia terrateniente, el objetivo del matrimonio era producir un heredero varón para la propiedad del hogar. Como la mortalidad infantil era común, las mujeres tenían que estar más o menos continuamente embarazadas durante su matrimonio para garantizar un heredero varón vivo. Además, este heredero tenía que ser legítimo para evitar disputas sobre la herencia. Esta legitimidad solo podía ser asegurada por los jefes de familia que se casaran con vírgenes y aseguraran la castidad de sus esposas durante el matrimonio. Igualmente, las hijas tenían que ser sexualmente puras para ser elegibles para casarse con otras familias propietarias. Tales matrimonios fueron impulsados únicamente por la necesidad de tener hijos y no tenían ninguno de los elementos de erotismo y compatibilidad sexual de los matrimonios contemporáneos. 
En la Europa premoderna, estos intereses se reflejaron en el carácter de los matrimonios. Eran contratos privados y concertados que podían disolverse fácilmente en caso de que la producción infantil se viera comprometida por la infertilidad o la infidelidad de la mujer. Con la entrada de la Iglesia en los arreglos matrimoniales, surgieron diferentes definiciones de matrimonio. Se exigieron matrimonios de por vida, pero con la preocupación de regular la sexualidad, particularmente la sexualidad de las mujeres. 

## Sociología del matrimonio

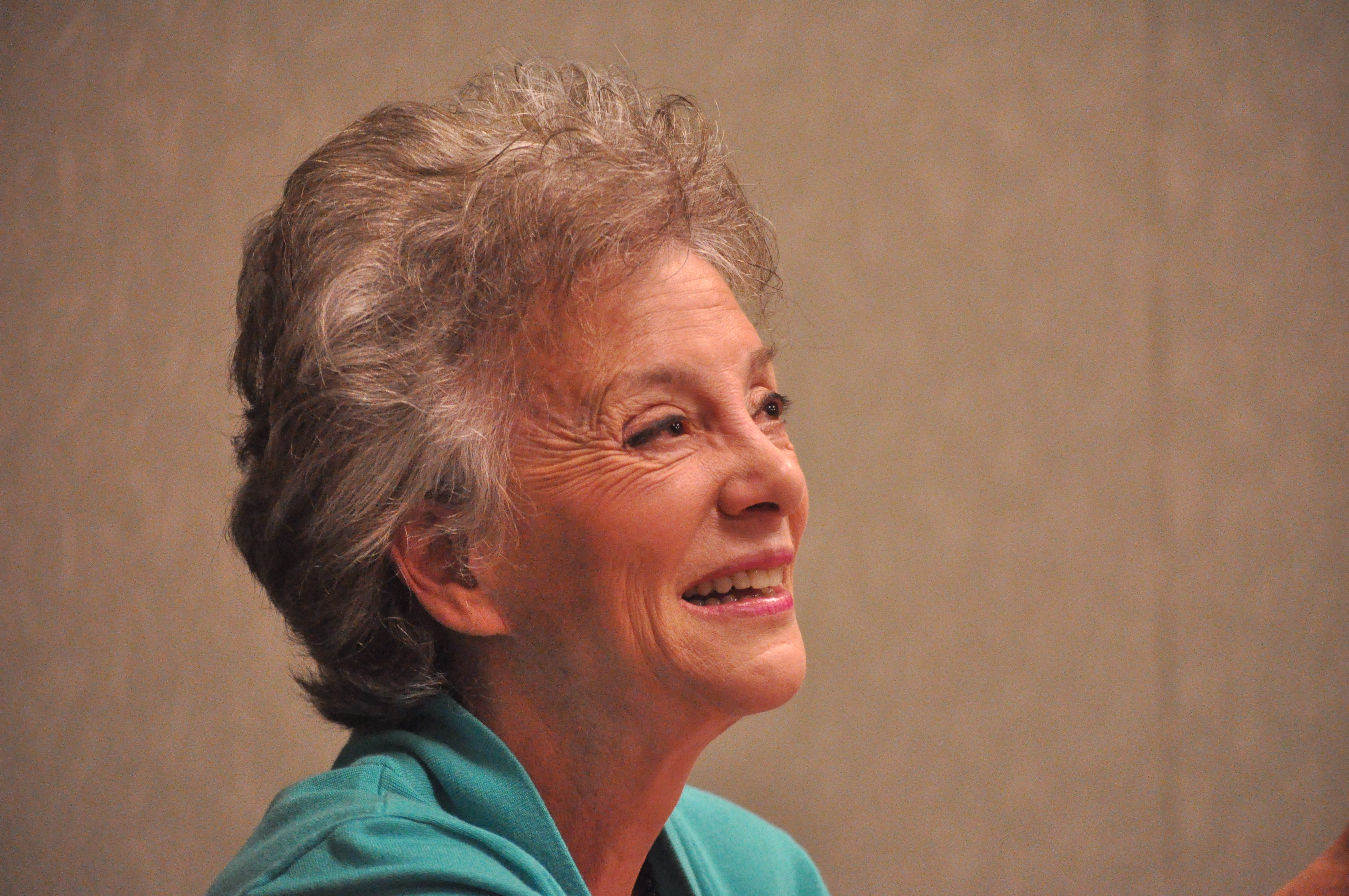
Stephanie Coontz

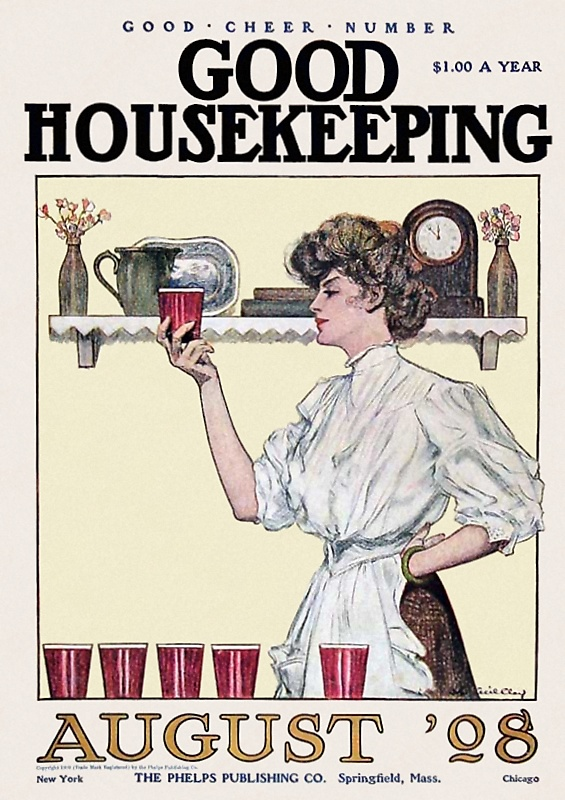
Good housekeeping 1908. Atribución de roles tradicional

Actualmente el matrimonio del sistema de creencias judeocristiano sigue el modelo del compromiso de por vida entre el hombre y la mujer. La pareja casada produce hijos, constituyendo la familia nuclear. Algunos sociólogos ahora disputan el grado en que este arreglo idealizado refleja la verdadera estructura de las familias en la sociedad occidental. En su artículo de 1995 La familia estadounidense y la trampa de la nostalgia, la socióloga Stephanie Coontz afirmó por primera vez que la familia estadounidense siempre se ha definido ante todo por sus necesidades económicas. Por ejemplo, en la época colonial, las familias a menudo dependían de esclavos o sirvientes contratados para mantenerse económicamente. El moderno "modelo de sostén de la familia", argumenta Coontz, tiene poca base histórica. Solo en la década de 1950 surgió el mito de la familia feliz y nuclear a medida que surgía la estructura familiar correcta.
"La familia moderna es cada vez más compleja y ha cambiado profundamente, con una mayor aceptación de la convivencia soltera, el divorcio, las familias monoparentales, las parejas del mismo sexo y las complejas relaciones familiares extendidas. Los abuelos también están haciendo su parte".
Parafraseando la cita, la estructura familiar está cambiando drásticamente y hay una gran variedad de estructuras familiares diferentes. 
Sin embargo, Coontz argumenta en Marriage, A History que durante el siglo XX, los matrimonios se han vuelto cada vez más inestables en los Estados Unidos a medida que los individuos han comenzado a buscar uniones por los ideales de amor y afecto en lugar de conveniencia social o económica. Esta transición ha desdibujado la división del trabajo dentro del modelo sustentador del hogar, de modo que el mantenimiento del hogar y el cuidado de los niños, llamado "segundo turno", ahora son temas de debate entre los cónyuges. El sociólogo Arlie Russell Hochschild argumenta en The Second Shift que a pesar de los cambios en las percepciones del propósito del matrimonio y los fundamentos económicos del matrimonio, las mujeres continúan haciendo la mayor parte del trabajo de cuidado en detrimento de la familia estadounidense. Hochschild ilustra las formas en que una división desigual del segundo turno socava el bienestar familiar al reducir la igualdad conyugal y la satisfacción conyugal.

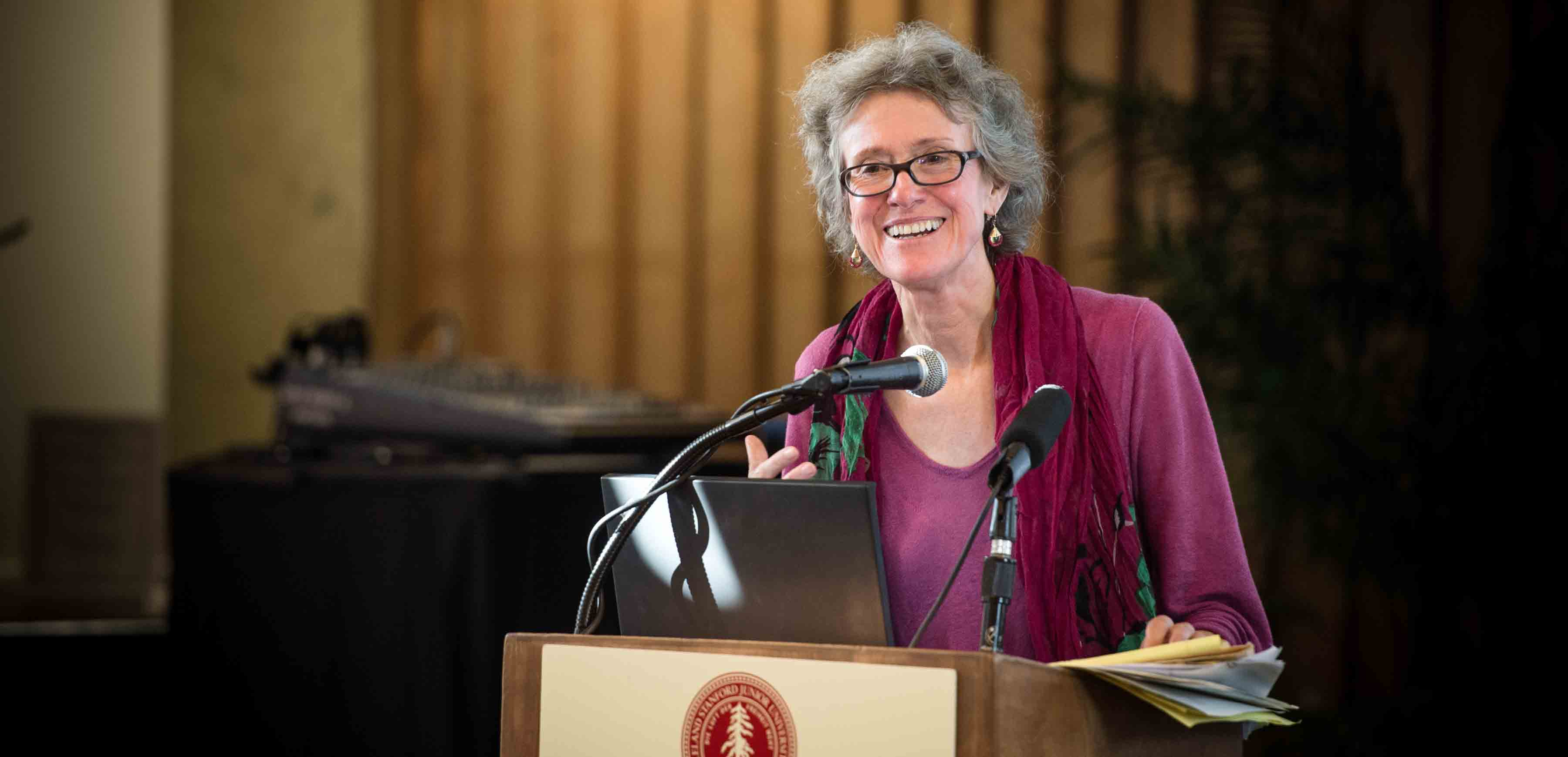
Arlie Russell Hochschild

Hoy vemos una versión modificada de un matrimonio de ama de casa y sostén de la familia donde la mujer adopta un papel de sostén de la familia pero aún se espera que cuide el hogar. Se considera que es un enfoque neotradicionalista, donde se cree que se espera que una mujer trabaje si lo desea, pero solo si no interfiere con su trabajo doméstico real en el hogar. En consecuencia, esto obliga a las mujeres a tener oportunidades profesionales desfavorecidas que se estructuran en torno a la obligación principal de ser ama de casa y reafirma la desigualdad de género en el mercado laboral.
Las familias y el matrimonio se han convertido cada vez más en áreas donde el género importa. Sin embargo, es importante tener en cuenta que las diferencias de género en el matrimonio se han percibido con demasiada frecuencia como una mera "lucha individual y despolitizada por reducir las desigualdades sociales a diferencias". : 422 

### El mercado matrimonial: determinar quién se casa con quién

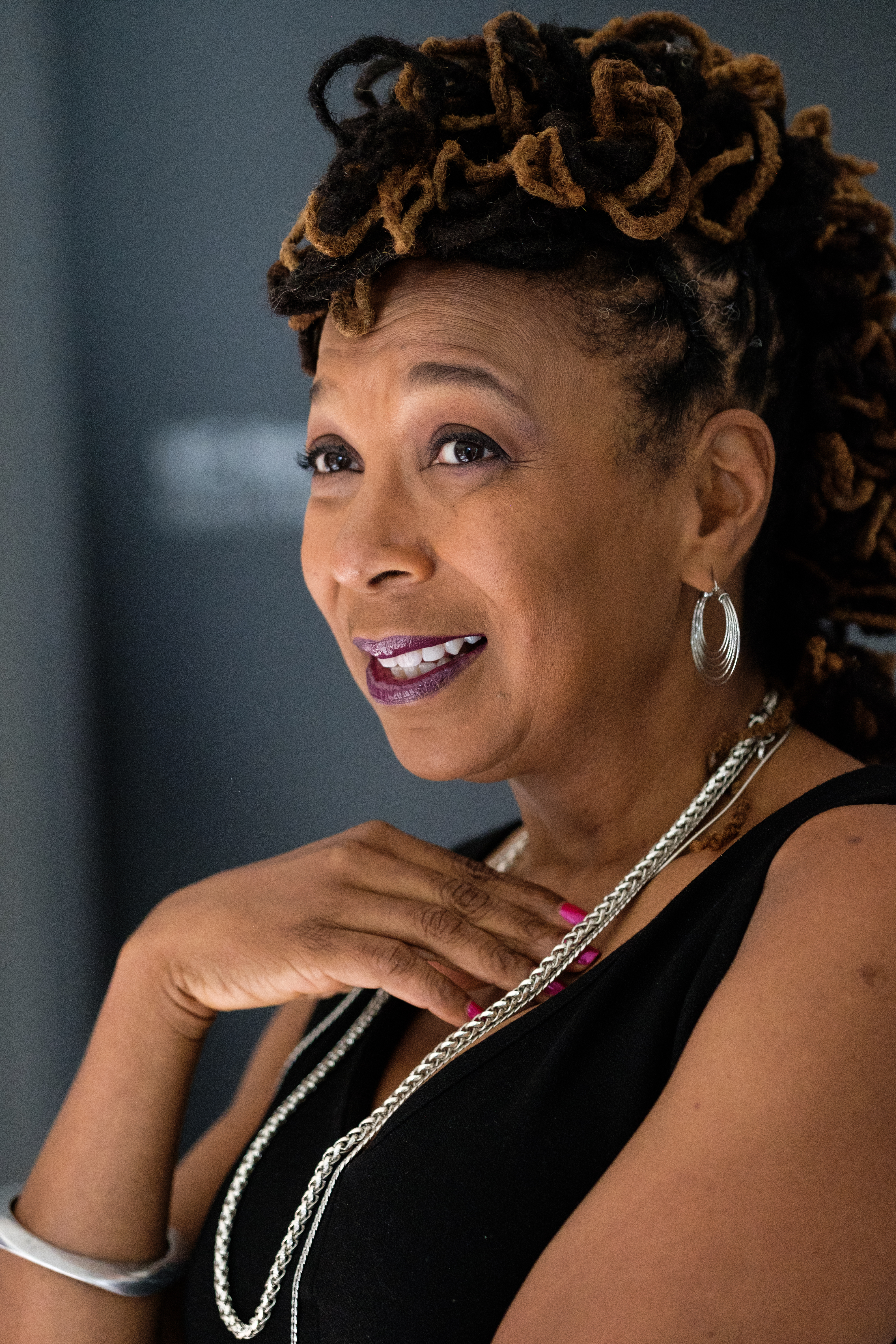
Kimberlé Crenshaw

Existen muchos modelos teóricos para describir cómo las personas determinan con quién casarse. Un enfoque importante centrado en el género es un enfoque interseccional que combina el nivel educativo y el género. Hombres y mujeres operan en un "mercado matrimonial" que está influenciado por muchos factores en competencia. Uno de los factores más decisivos es el nivel educativo. Los estudios han demostrado que los hombres y las mujeres tienden a casarse con parejas que han alcanzado un nivel de educación similar al suyo. En el estudio de Bruze, Svarer y Weiss, la educación baja se define como educación secundaria o menos, la educación media se define como educación vocacional y la educación superior se define como educación universitaria (2015). Los matrimonios dependen de las expectativas de dos personas y se "forman y terminan" según esas expectativas. En consecuencia, los individuos "son seleccionados dentro y fuera del mercado matrimonial sobre la base de su educación".  La tendencia conyugal más clara es que los hombres con baja educación son seleccionados lentamente del mercado matrimonial, en lugar de permanecer solteros. La fuerza impulsora detrás de este proceso es que un matrimonio en el que ambas partes o solo el esposo tienen baja educación termina con el divorcio a una tasa sustancialmente más alta que los matrimonios donde ambas partes o el esposo no tienen poca educación. Las mujeres jóvenes con niveles de educación medios tienden a tener las tasas más altas de matrimonio. Los hombres altamente educados tienden a casarse con mujeres altamente educadas. Además, los hombres y mujeres que han alcanzado altos niveles de educación retrasan el matrimonio después de la edad en que otras personas se casan típicamente. Esta tendencia se fortalece con la edad: la proporción de casados con educación superior que están casados con mujeres con educación similar alcanza el 64% cuando los hombres tienen 46 años.  
Otro factor interseccional importante a considerar en relación con el género y el matrimonio son los mercados matrimoniales. Mercado matrimonial significa cómo la economía afecta a quién se casa, qué vínculos perduran y lo que esto significa para las futuras generaciones de trabajadores y padres. Analizar los mercados de matrimonio en lo que respecta al matrimonio tiene varios beneficios. Primero, las condiciones del mercado matrimonial son fuerzas que influyen en el matrimonio desde el exterior al que afectan los sujetos, lo que significa que impactan las tendencias generales de las decisiones matrimoniales. : 42  En otras palabras, las circunstancias individuales hacen que las personas tomen decisiones sobre sus matrimonios que podrían ser específicas de su situación personal; los mercados matrimoniales impactan las decisiones de todas las personas sobre el matrimonio desde un nivel macro, lo que significa la necesidad de ingresos estables y trabajo para un matrimonio sólido. Además, la estabilidad laboral beneficia tanto a los empleadores a través de una mayor productividad y a las familias a través de una mayor cohesión. Segundo, las condiciones del mercado matrimonial pueden capturar muchas influencias económicas.  : 43  Los resultados empíricos indican que la estabilidad financiera es un requisito importante para el matrimonio. En los mercados de matrimonio débiles (cuando hay un alto desempleo), las parejas que deseen casarse pueden retrasarse debido al desempleo o problemas financieros. Además, incluso las parejas que ya están casadas pueden enfrentar dudas sobre el futuro estado económico de sí mismas o de sus parejas, lo que puede crear inestabilidad matrimonial. Por el contrario, los mercados laborales fuertes (cuando el desempleo es bajo) pueden mejorar la situación laboral y financiera de cualquiera de las parejas, lo que puede facilitar el matrimonio y aumentar la estabilidad económica.  : 44  Por lo tanto, cuando los mercados matrimoniales son fuertes y el desempleo es bajo, el matrimonio puede percibirse como más atractivo para las personas que cuando los mercados matrimoniales son débiles y el desempleo es alto.

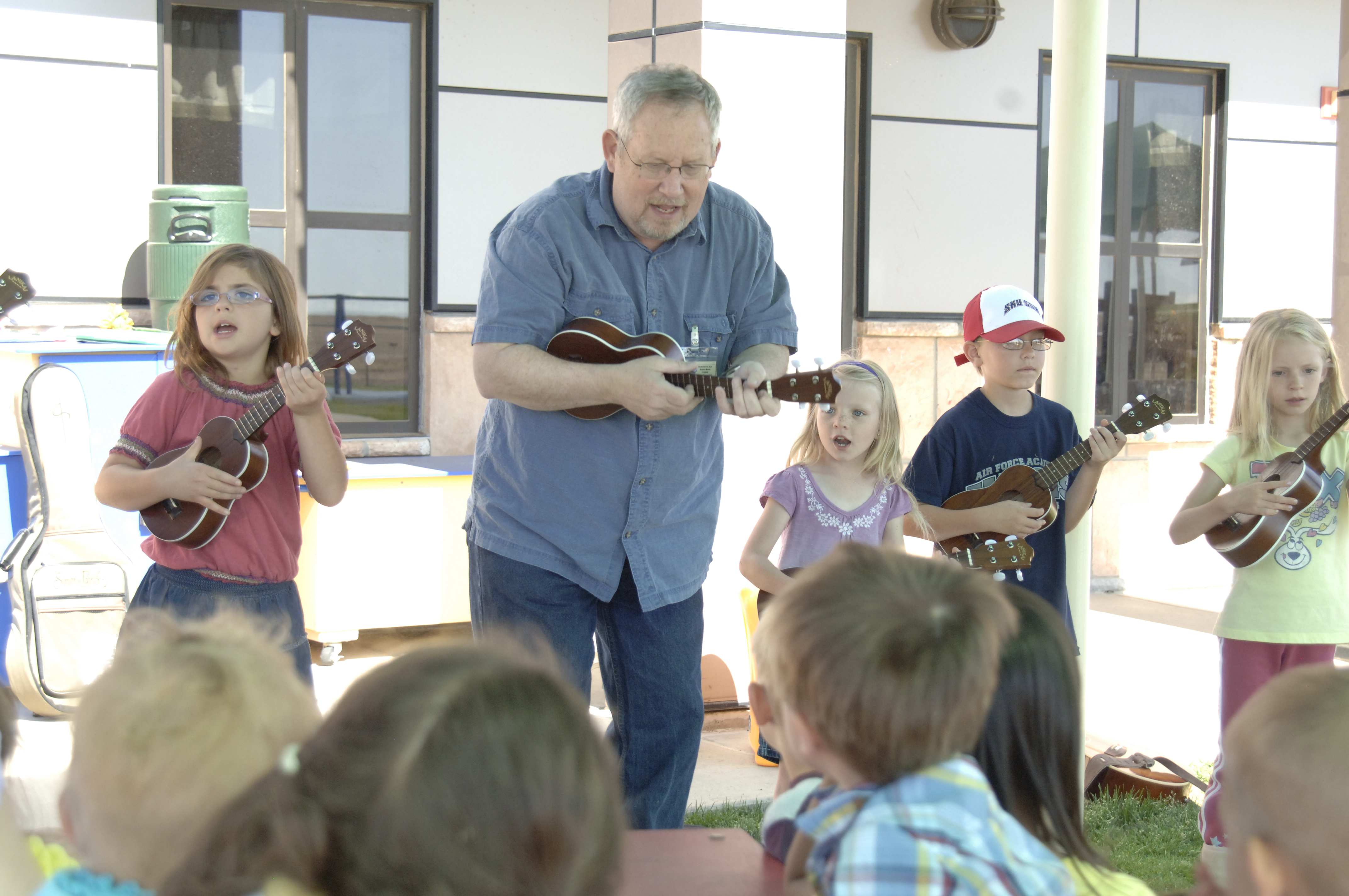
Maestro de jardín de infancia. Ocupación inusual

### Intersección de clase y género

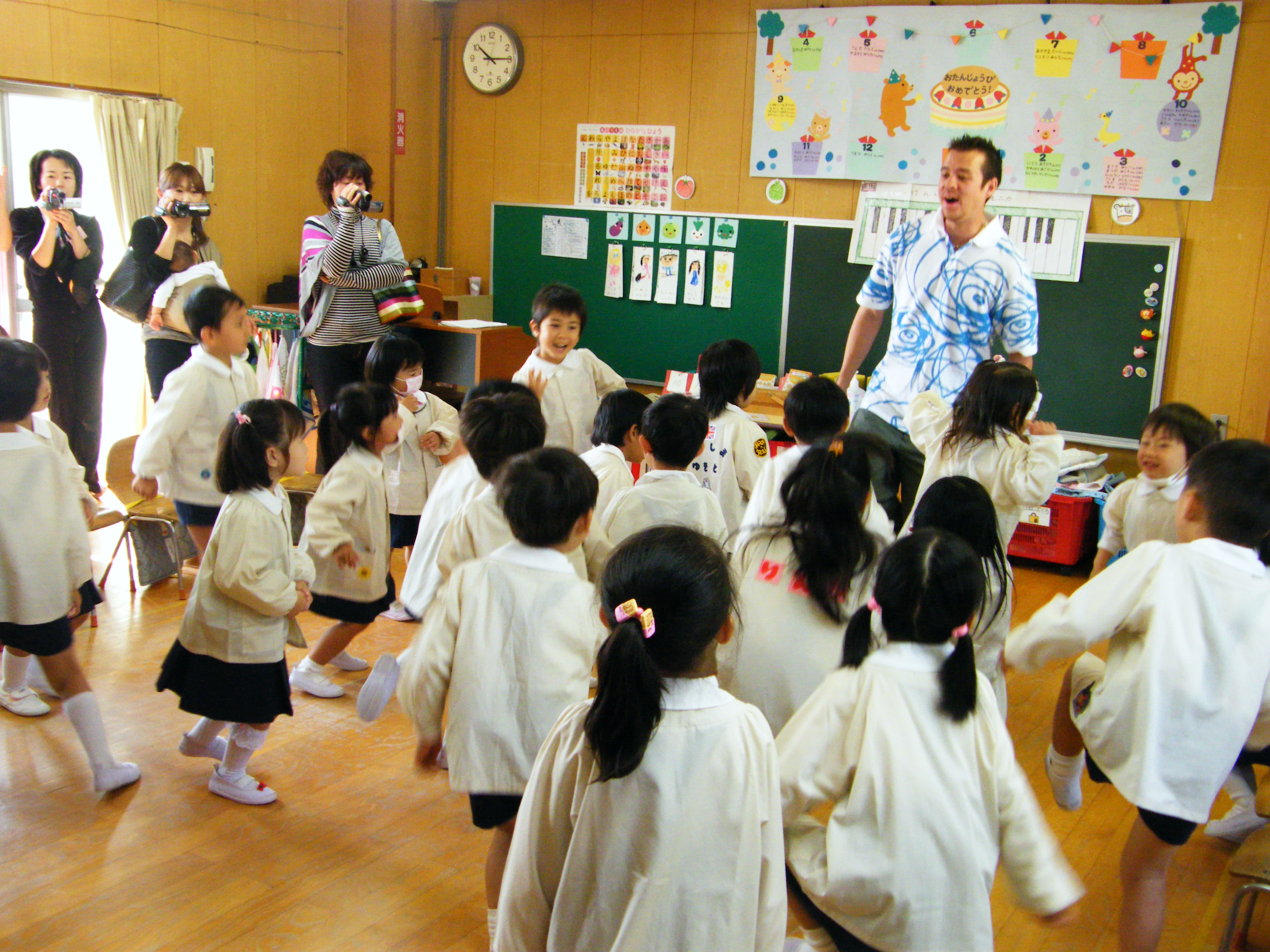
Día de los padres en una guardería de Japón

La clase social interactúa con el género para impactar la dinámica hombre-mujer en el matrimonio, particularmente con respecto a la "flexibilidad temporal en el trabajo y el hogar". : 397 La investigación muestra que los hombres y mujeres con ventajas de clase utilizan su privilegio de clase y la flexibilidad que les proporciona de manera que respalden los roles de género convencionales. Por el contrario, los hombres y mujeres que no tienen acceso a esa flexibilidad y control de su tiempo están presionados para debilitar las expectativas convencionales de género con respecto al matrimonio, la familia y el trabajo. Gertsel y Clawson realizaron un estudio en el que recopilaron datos de cuatro grupos de trabajadores, divididos por clase y género (2014).  Los dos grupos con ventajas de clase eran enfermeras y médicos. Las enfermeras eran casi exclusivamente mujeres y los médicos eran casi exclusivamente hombres. Este grupo tenía varias opciones sobre las horas de trabajo y su capacidad para utilizar políticas laborales adecuadas para la familia. Los dos grupos con desventajas de clase eran asistentes de enfermería (CNA) y técnicos de emergencias médicas (EMT). El grupo desfavorecido de clase tenía menos opciones con respecto a sus horas de trabajo y enfrentaba mayores limitaciones en flexibilidad y control de su tiempo. Las mujeres en particular necesitan horarios de trabajo flexibles para cumplir con las demandas inflexibles que el matrimonio y una familia les imponen, ya que las expectativas de género tradicionales estipulan que la mujer sea la cuidadora principal.  : 405  Los resultados de este estudio demuestran que la clase, que se cruza con el género, influye en la capacidad de hombres y mujeres para obtener y utilizar la flexibilidad con su tiempo.   
Además, el género da forma a la variedad particular de flexibilidad exigida. En ocupaciones ventajosas, tanto hombres como mujeres pueden adquirir la flexibilidad que tanto desean. Sin embargo, eligen usar el control que esto les brinda de diferentes maneras. Las mujeres recortan las horas de trabajo remuneradas y toman permisos para manejar el trabajo doméstico y el cuidado de los niños. En otras palabras, hacen sacrificios de trabajo. Por otro lado, es menos probable que los hombres utilicen políticas favorables a la familia para hacer sacrificios laborales; pasan menos tiempo en casa y más trabajando. En esencia, tanto los hombres como las mujeres de ocupaciones con ventajas de clase utilizan la flexibilidad que su estatus les proporciona para "promulgar expectativas de género neotradicionales". : 424 

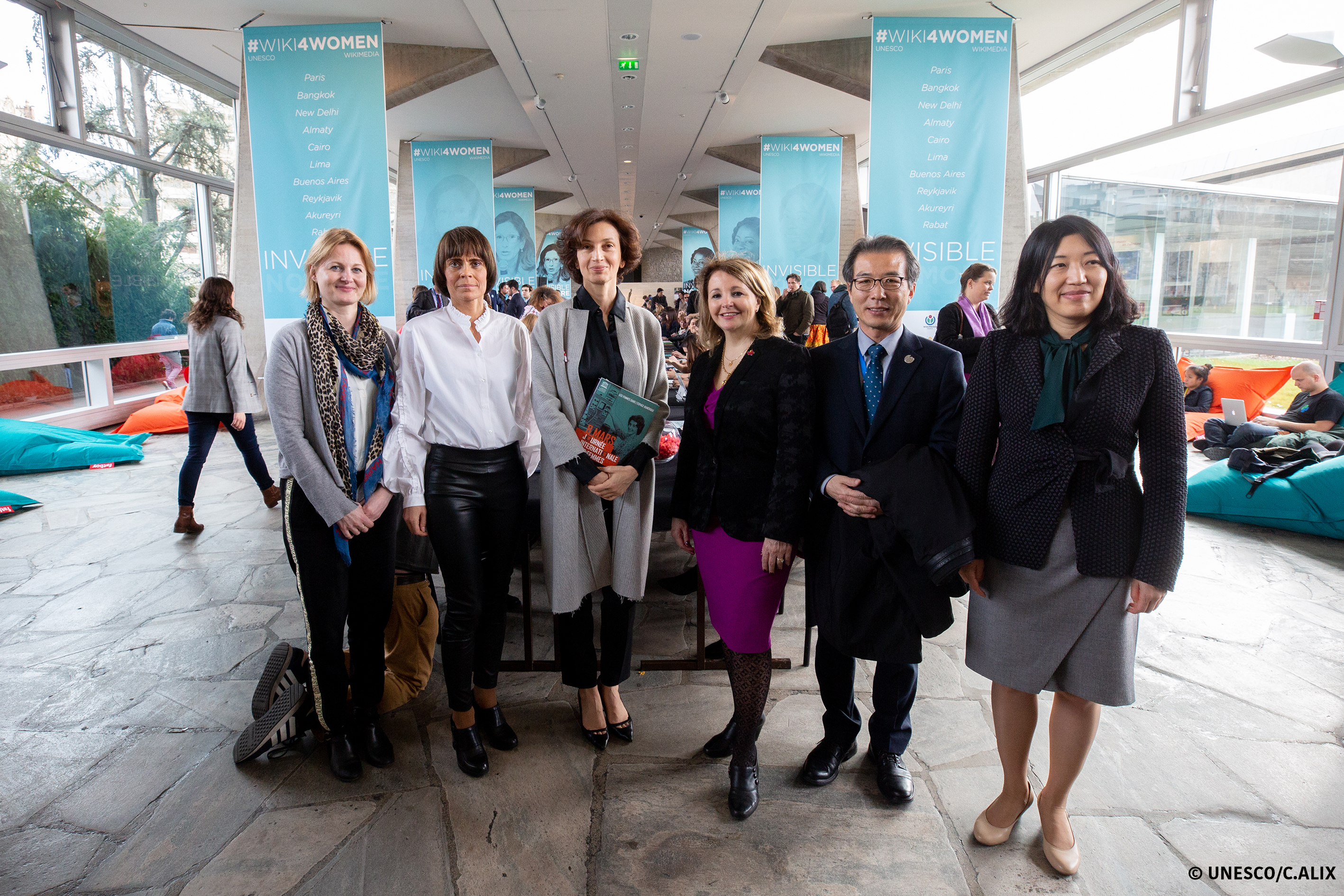
Ambassadors and the Director General of UNESCO at the Wiki4Women Wikipedia workshop at UNESCO HQ in Paris, 8th March 2019

Además, los hombres también tienen una ventaja en el lugar de trabajo porque los empleadores describen a los padres como más comprometidos, productivos y responsables que los hombres sin hijos. Los hombres de clase trabajadora tienden a enfatizar la masculinidad ganadora de sustento, mientras que los hombres de clase media se centran en la división tradicional del trabajo basada en el género. En promedio, los padres pasan unas cuarenta y tres horas a la semana trabajando y dieciocho horas a la semana en la casa y con los niños. En última instancia, esto se debe a que los padres realizan aproximadamente dos tercios del trabajo remunerado y un tercio del trabajo no remunerado.
Los hombres y mujeres en desventaja de clase no tienen la misma flexibilidad temporal que les permite tomar decisiones sobre cómo asignar su tiempo. Enfrentan restricciones más estrictas en sus horas de trabajo y políticas, lo que les hace imposible elegir si pasar más tiempo en el trabajo o más en casa. Por ejemplo, incluso si una mujer en desventaja de clase quisiera pasar menos tiempo en el trabajo y más tiempo con sus hijos o en el hogar, es posible que no pueda hacerlo debido a la incapacidad de tomarse un tiempo libre del trabajo o tomar una licencia.
Cabe destacar que 5 de cada 6 madres se unirían a la fuerza laboral si tuvieran suficiente cuidado infantil mientras estuvieran fuera de casa. En Estados Unidos, el costo promedio del cuidado infantil es de aproximadamente $ 9.589 al año y el cuidado infantil para niños menores de cuatro años costará aproximadamente el 64% de los ingresos de los trabajadores con salario mínimo a tiempo completo en un solo año. Por esta razón, las familias de bajos ingresos ahorrarán dinero al dejar a uno de los padres en casa fuera de la fuerza laboral para cuidar a los niños. Desafortunadamente, las personas que se especializan en trabajo no remunerado en el hogar pueden sentirse subordinadas al sostén de la familia porque sienten que tienen una voz mínima en sus relaciones o decisiones financieras. Además, las mujeres que emplean tiempo fuera de la fuerza laboral para criar a sus hijos pequeños perderán salarios, beneficios y contribuciones a la seguridad social. Para ilustrar esto, las madres que emplean tres o más años sin trabajo para su familia tienen una disminución de ingresos de aproximadamente un 37%, esto también se considera el "impuesto a las mamás".  Por supuesto, esto es menos notorio entre las mujeres que están casadas porque pueden compartir sus ingresos y riqueza con su cónyuge que no se queda en casa. 
Por lo tanto, la desventaja de clase hace que sea más difícil para hombres y mujeres adherirse a las expectativas tradicionales de género. Los investigadores mostraron que la ventaja de clase se usa para "hacer género" de manera tradicional, mientras que la desventaja de clase puede conducir a una violación de las expectativas de género tradicionales de una manera que "deshace el género". : 431 
Hoy vemos un cambio en los roles de género con el doble de padres que se quedan en casa que hace dos décadas. Cuatro de cada cinco de los padres que se quedan en casa informan que solo están en casa debido a discapacidades, enfermedades, desempleados o jubilados. Pero la raza también juega un factor en el empleo para los padres. Los hombres afroamericanos, hispanos, asiáticos y los hombres con educación limitada tienen más probabilidades de quedarse en casa que los hombres blancos altamente educados.  

### Género y equilibrio trabajo-familia en el matrimonio

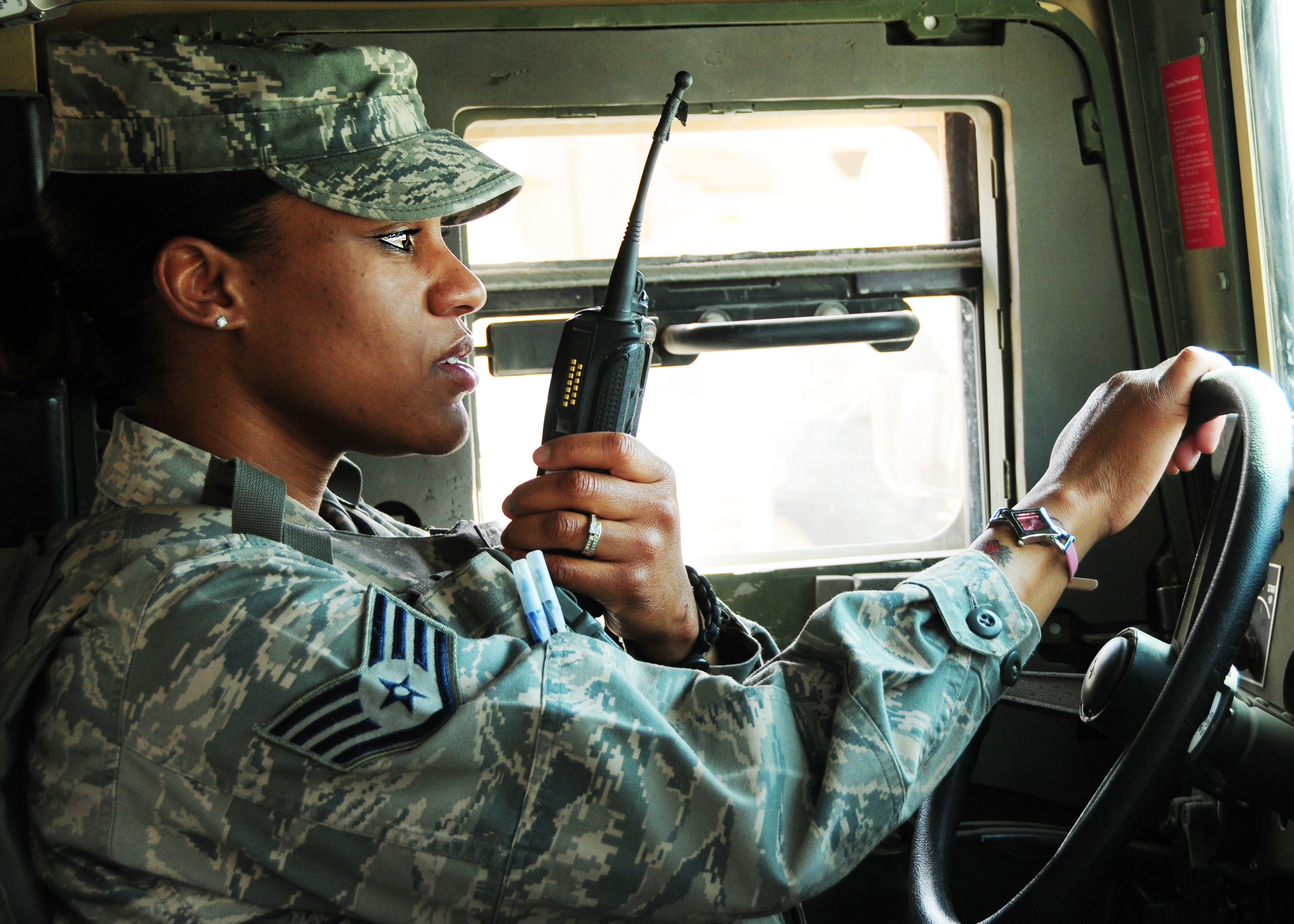
438th SFS member balances work, family

La investigación indica que tres factores principales predicen cómo los hombres y las mujeres perciben su equilibrio entre el trabajo y la vida en el matrimonio: las características del trabajo, las características de la familia y la distribución de tiempos entre el trabajo y la familia. : 2  Las características del trabajo determinan la libertad de los trabajadores para equilibrar múltiples demandas y obligaciones en su matrimonio. Como lo demostraron Gertsel y Clawson, las ocupaciones de nivel superior generalmente se adaptan mejor a la vida familiar que las ocupaciones de nivel inferior (2014). Además, la cantidad de horas trabajadas y el desbordamiento del trabajo en la vida familiar son los predictores más reveladores del desequilibrio percibido en el matrimonio. Keene y Quadagno encontraron una mayor probabilidad de desequilibrio percibido cuando los deberes laborales causaban que hombres o mujeres se perdieran un evento familiar o dificultaran el mantenimiento de su hogar (2004).  
Investigaciones adicionales de Keene y Quadagno sugieren que las expectativas de género de que los hombres deberían priorizar su vida laboral y que las mujeres deberían priorizar su matrimonio y la vida en el hogar ya no existen. Sin embargo, persiste una división desigual del trabajo en el hogar entre hombres y mujeres. Un enfoque teórico para explicar este concepto es el enfoque de "similitud de género", que "predice que la convergencia en las demandas laborales y familiares de hombres y mujeres debe conducir a una convergencia en las actitudes hacia el trabajo y las responsabilidades familiares y los sentimientos de equilibrio entre el trabajo y la familia".  : 4  En contraste, el enfoque de "diferencias de género" estipula que "las diferencias normativas entre hombres y mujeres permanecen, con la familia aún definida principalmente como esfera de mujeres y el trabajo remunerado como dominio de hombres".  : 4  Hay evidencia empírica en apoyo de ambas teorías. Algunas investigaciones apoyan la convergencia de las experiencias laborales de hombres y mujeres: tanto hombres como mujeres hacen ajustes en su matrimonio y en sus vidas personales para cumplir con las expectativas de sus empleadores, al tiempo que hacen ajustes en el trabajo para mantener sus obligaciones matrimoniales y familiares. Sin embargo, el análisis del estudio mencionado anteriormente apoya el modelo de diferencias de género. Existen diferencias de género en la división del trabajo doméstico y las tareas domésticas: los hombres trabajan más horas y las mujeres dedican más tiempo a las responsabilidades domésticas y de cuidado infantil.  
En promedio, las madres pasan veinticinco horas a la semana trabajando por paga y treinta y dos horas haciendo trabajo no remunerado. La introducción de la paternidad cambia la división del trabajo por género entre hombres y mujeres, tanto dentro como fuera del hogar. Los hogares con padres dobles asignan el trabajo doméstico y el trabajo remunerado de manera eficiente para maximizar el ingreso familiar. Como resultado, se deja que las mujeres se especialicen en el trabajo doméstico no remunerado porque se supone que las mujeres son más eficientes en el cuidado de los niños y generalmente ganan menos que los hombres como fuerza laboral. Muchas mujeres minimizan, cambian o descartan por completo sus aspiraciones profesionales o educativas iniciales al anticipar la paternidad. En consecuencia, esto obliga a las mujeres a oportunidades profesionales desfavorecidas y reafirma la desigualdad de género en el mercado laboral. 

## Divorcio

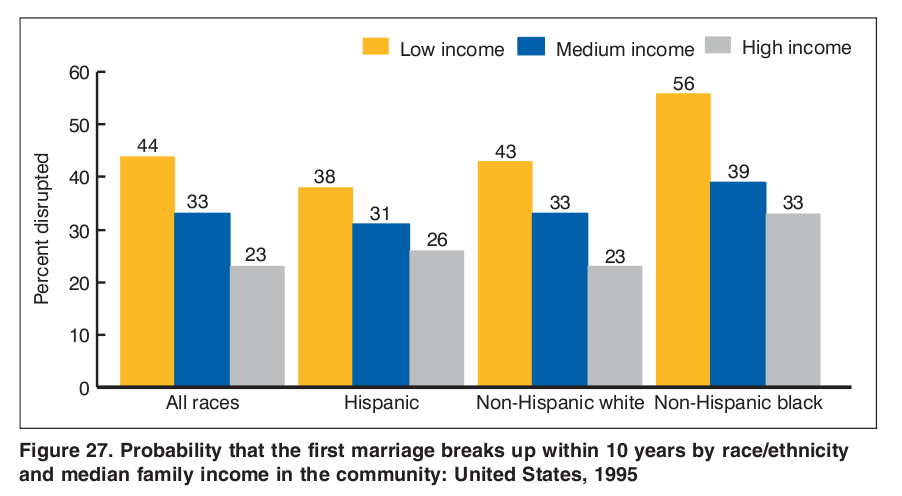
Probabilided de divorcio del primer matrimonio por raza e ingreso 1995

### Tendencias
La tasa de divorcios en los países occidentales generalmente ha aumentado con el tiempo. Sin embargo, las tasas de divorcio han comenzado a disminuir en los últimos veinte años. En los Estados Unidos, la tasa de divorcios cambió de 1.2 por 1000 matrimonios en 1860 a 3.0, 4.0 y 7.7 en 1890, 1900, 1920 y luego a 5.3, 4.7, 4.1 y 3.7 por 1000 matrimonios en 1979, 1990, 2000 y 2004 respectivamente . Las personas están menos inclinadas a mantener relaciones infelices para mantener intacta la unidad familiar y mantener la coherencia en la vida de sus hijos, como lo hicieron las generaciones anteriores. 
Las tasas de divorcio en Canadá y Estados Unidos fluctuaron en un patrón similar, aunque Estados Unidos todavía tiene la tasa de divorcios más alta del mundo (50% más alta que la de Canadá). Las siguientes son varias causas posibles del aumento de la tasa de divorcios: 
1. Individualismo: en la sociedad actual, las familias pasan más tiempo separadas que juntas. Algunas personas en una familia se centran más en la felicidad personal y en obtener ingresos para mantener a su familia, que consume el tiempo real que pasa con su familia.
2. Los sentimientos ya no son mutuos: muchas personas terminan los matrimonios porque ya no están satisfechas en sus necesidades sexuales o simplemente porque han perdido los sentimientos el uno por el otro. Esto sucede a menudo cuando una pareja encuentra una relación más emocionante y elige seguir adelante con esa nueva relación. En algunos casos, una pareja puede incluso cometer adulterio, lo que también puede resultar en un divorcio cuando una pareja descubre que su pareja le es infiel.
3. Las mujeres se han vuelto más independientes: ahora que las mujeres tienen los mismos derechos y han demostrado con el tiempo que tienen el potencial y la capacidad de mantenerse a sí mismas, a las mujeres les resulta mucho más fácil dejar matrimonios infelices. También están más enfocados en el trabajo, lo que les da menos tiempo para hacer frente a su relación.
4. Estrés: el estrés es un factor importante en los matrimonios. Trabajar para mantener a una familia, mientras trata de estabilizar las finanzas es un gran factor de estrés. Además, con ambos socios trabajando (en la mayoría de los casos), deja menos "tiempo en familia", lo que dificulta la crianza de los hijos. Esto sucede a menudo en la etapa en que las parejas están criando niños pequeños.
5. Socialmente aceptable: en la generación actual, el divorcio es ahora más socialmente aceptable. Ahora, en lugar de desalentar un divorcio en una relación insatisfactoria, es más ampliamente aceptado y, a veces, incluso alentado. No solo ahora es más aceptable, sino que también es más fácil divorciarse legalmente de lo que fue en años anteriores.

### Teorías
Muchos académicos han intentado explicar por qué los humanos entran en relaciones, permanecen en relaciones y terminan las relaciones. La teoría de Levinger (1965, 1976) sobre el divorcio se basa en una tradición teórica que consta de tres componentes básicos: atracciones, barreras y alternativas. La atracción en esta teoría es proporcional a las recompensas que uno obtiene de la relación menos el costo de la relación. Todas las cosas que pueden verse como ganancias de la relación, como el amor, el sexo, el compañerismo, el apoyo emocional y la asistencia diaria son las recompensas de la relación. Los costos serían los aspectos negativos de la relación, como la violencia doméstica, la infidelidad, las disputas y las limitaciones a la libertad personal. En general, las personas tienden a permanecer en altas recompensas y relaciones de bajo costo. Sin embargo, la situación inversa, es decir, un matrimonio costoso con pocos beneficios no conduce automáticamente al divorcio. Las parejas deben superar barreras como las creencias religiosas, el estigma social y la dependencia financiera o las restricciones legales antes de disolver con éxito su matrimonio. 
Otra teoría para explicar por qué terminan las relaciones es la "teoría de expulsión de Mate", de Brian Boutwell, JC Barnes y KM Beaver. La teoría de expulsión de Mate analiza la disolución del matrimonio desde un punto de vista evolutivo, donde todas las especies buscan reproducirse con éxito. Según esta teoría, existen diferencias de género en el proceso de expulsión. Por ejemplo, una mujer se enojará más cuando su esposo la engañe emocionalmente y un hombre se enojará más cuando su esposa lo engañe físicamente. La razón de esto proviene de las raíces evolutivas, un hombre que engaña emocionalmente a su esposa equivale a una pérdida o reducción de recursos para que la esposa críe a los hijos, mientras que un acto de infidelidad física por parte de la esposa amenaza la oportunidad del esposo de transmitir sus genes a La próxima generación a través de la reproducción. Ambas circunstancias requieren expulsión de pareja. "Las condiciones ancestrales que favorecieron la disolución de una relación de pareja constituyeron un problema adaptativo recurrente sobre la historia evolutiva humana y, por lo tanto, impusieron presiones de selección para la evolución de soluciones estratégicas". Dicho de otra manera, la capacidad de emanciparse de ciertas relaciones podría haber conferido un beneficio de aptitud para los humanos ancestrales.  

### Efecto del divorcio en los niños
Tres estudios longitudinales sobre el divorcio: el Proyecto del Condado de Marin (el estudio clínico de 60 familias que comenzó en 1971), el Estudio del Condado de Virginia (una serie de estudios longitudinales sobre el matrimonio, el divorcio y el nuevo matrimonio) y los Estudios de la Familia Binuclear de 98 familias han ayudado a ampliar la literatura sobre el divorcio. El estudio Binuclear se basó en los hallazgos del Proyecto del Condado de Marin y el Estudio del Condado de Virginia. Esta investigación se ha utilizado para comprender las implicaciones del divorcio en los niños más adelante en su vida.   
Judith Wallerstein, una influyente psicóloga investigó sobre el efecto del divorcio (basado en el Proyecto del Condado de Marin) en niños que sugiere que "los niños con padres divorciados a menudo alcanzan la edad adulta como individuos con problemas psicológicos a los que les resulta difícil mantener relaciones satisfactorias con los demás". Una gran cantidad de investigación cuantitativa realizada por otros académicos está de acuerdo con la conclusión de Wallerstein. Se ha demostrado que los niños con padres divorciados tienen un mayor riesgo de: experimentar problemas psicológicos, tener matrimonios problemáticos, divorciarse y tener malas relaciones con los padres, especialmente con el padre. Wallerstein, sin embargo, tiene una 'versión extrema' disputada de su teoría en la que afirma que la diferencia entre los niños con padres divorciados y casados continuamente es dramática y generalizada. 
Uno de esos oponentes de la teoría extrema de Wallerstein es Mavis Hetherington, quien argumenta que los efectos negativos del divorcio en los niños han sido exagerados y que la mayoría de los niños crecen sin daños a largo plazo. Los datos de Hetherington mostraron que el 25% de los niños con padres divorciados llegan a la edad adulta con un problema social, emocional o psicológico grave, en comparación con el 10% de los niños con padres que continúan casados. El 75% de los niños crecen sin problemas.
Veinte años después las 98 familias del estudio binuclear fueron entrevistadas. El 85% de los descendientes fueron entrevistados y de ellos, el 23% había completado la formación de posgrado, el 33% había completado la universidad, el 31% había completado la formación postsecundaria, el 10% había recibido sus diplomas de secundaria y la mayoría (85% ) de los niños entrevistados estaban empleados.

## Efectos de la tecnología en la crianza de los hijos
En las últimas décadas, la tecnología ha avanzado drásticamente, y con ella, también tiene su efecto en la sociedad. El Dr. Schoppe-Sullivan estudió los efectos que la tecnología, particularmente las redes sociales, tienen en los padres y la forma en que crían a sus hijos. Estudió aproximadamente 200 familias de doble ingreso que tuvieron su primer hijo entre 2008 y 2009, observando cómo las redes sociales los presionaron en su papel de padres. Lo que encontró fue un mayor nivel de confianza de los padres y el efecto contrario en las madres; los padres se sentían más seguros después de ver a otros padres en las redes sociales, mientras que las madres estaban preocupadas después de ver publicaciones que mostraban fotos familiares ideales o perfectas o estaban preocupados por los comentarios que recibirían en sus publicaciones de otras personas que criticaban su crianza. Esto condujo directamente a mayores niveles de estrés y menor confianza, lo que afectó las reacciones de los niños hacia sus padres, alterando el comportamiento de los niños.

## Sociología de la maternidad

### Teorías contemporáneas sobre la maternidad
La maternidad es la práctica social de criar y cuidar a los hijos dependientes. Es un proceso dinámico de interacciones y relaciones sociales. La maternidad generalmente se asocia con las mujeres, ya que generalmente son las mujeres las que dan de mamar a sus hijos. Sin embargo, "no todas las mujeres son madres, y la maternidad como trabajo de cuidado no es inevitablemente del dominio exclusivo de las mujeres". Algunos argumentan que es una construcción social altamente influenciada por los sistemas de creencias de género. Los roles asociados con la maternidad son variables a través del tiempo y la cultura.  

#### Enfoque universalista
El enfoque universalista de la maternidad tiene como objetivo conceptualizar el trabajo que realizan las madres. Este enfoque identifica a las madres a través de lo que hacen, en lugar de cómo se sienten. Las madres comparten un conjunto de actividades conocidas como "práctica materna", que son universales, aunque varían según los individuos y las culturas. Estas actividades incluyen la crianza, protección y capacitación de sus hijos. Las acciones de maternidad de un individuo están moldeadas por sus creencias sobre la familia, la individualidad, la naturaleza de la infancia y la naturaleza de su hijo. Estas también suelen estar formadas por su propia infancia y sus experiencias pasadas con los niños. Las interacciones dinámicas entre la madre y el niño crean conexiones profundas y significativas.

#### Enfoque particularista
El enfoque particularista de la maternidad sugiere que el papel de una madre, sus actividades y sus entendimientos no pueden separarse del contexto en el que viven. Según esta teoría, la maternidad tiene lugar dentro de " contextos históricos específicos enmarcados por estructuras entrelazadas de raza, clase y género"  Además, las estrategias y los significados de una madre están influenciados por diferentes ubicaciones sociales, como las intersecciones de economía política regional y local con la clase, etnia, cultura y preferencia sexual.

### Nociones convencionales de maternidad
La ideología de la maternidad está influenciada por la idealización de la estructura familiar y perpetúa la imagen de una pareja heterosexual con hijos. Algunos sociólogos se refieren a esto como la "familia burguesa", que surgió de los hogares europeos típicos de los siglos XVI y XVII y a menudo se considera la estructura "occidental tradicional". En este modelo familiar, el padre actúa como el apoyo económico y, a veces, disciplinario de la familia, mientras que la madre u otra pariente femenina supervisa la mayor parte de la crianza de los hijos. 
En las familias tradicionales de Asia oriental y occidental, los padres eran los jefes de las familias, lo que significaba que sus deberes incluían proporcionar apoyo financiero y tomar decisiones críticas, algunas de las cuales debían ser obedecidas sin ninguna duda por el resto de los miembros de la familia. "Algunos hombres asiáticos estadounidenses y europeos son criados bajo estrictas expectativas de rol de género, como un enfoque en la armonía grupal y la piedad filial, llevando su apellido y cumpliendo con las expectativas de los padres".
El papel de la madre en la familia se celebra el Día de la Madre. Anna Reeves Jarvis fue una mujer que originalmente organizó el Día de Trabajo de la Madre protestando por la falta de limpieza y saneamiento en el lugar de trabajo. Jarvis murió en 1905 y su hija creó el Día Nacional de la Madre para honrar a su madre.  Las madres con frecuencia tienen un papel muy importante en la crianza de la descendencia y el título se le puede dar a una madre no biológica que cumple este papel. Esto es común en las madrastras . 

### Discursos de desviación
Hay muchas contradicciones culturales y diversos arreglos y prácticas que desafían la ideología de la maternidad intensiva. Sin embargo, se consideran discursos desviados ya que no se ajustan al guion de la maternidad a tiempo completo en el contexto del matrimonio. Estos incluyen madres solteras, madres asistenciales, madres minoritarias, madres inmigrantes y madres lesbianas. Estos tipos de categorías de maternidad no son mutuamente excluyentes. Además, las mujeres que no pueden o eligen no ser madres enfrentan muchas presiones internas y externas.

### Estadísticas de maternidad
En los Estados Unidos, 82.5 millones de mujeres son madres de todas las edades, mientras que la edad promedio nacional del primer parto es de 25.1 años. En 2008, el 10% de los nacimientos fueron de adolescentes y el 14% eran mujeres con edades mayores de 35 años. En los Estados Unidos, un estudio encontró que la mujer promedio pasa 5 años trabajando y desarrollando una carrera antes de tener hijos, y las madres que trabajan en trabajos no salariales comenzaron a tener hijos a los 27 años, en comparación con las madres con puestos de salario, que se convirtieron en embarazadas a los 31 años. El estudio muestra que la diferencia en la edad del parto está relacionada con la educación, ya que cuanto más tiempo una mujer haya estado en la escuela, mayor será cuando ingrese en la fuerza laboral.  

## Sociología de la paternidad

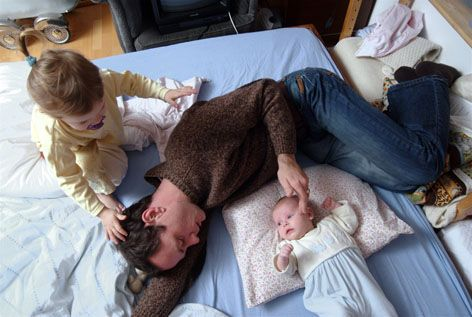
Padre con sus dos hijas en relación

Según el antropólogo Maurice Godelier, una novedad crítica en la sociedad humana, en comparación con los parientes biológicos más cercanos de los humanos ( chimpancés y bonobos ), es el papel parental asumido por los machos, que desconocían la conexión de su "padre".
En muchas culturas, especialmente en la occidental tradicional, un padre suele ser el esposo de una pareja casada. Muchas veces los padres tienen un papel muy importante en la crianza de la descendencia y el título se le puede dar a un padre no biológico que cumple este papel. Esto es común en los padrastros (varones casados con madres biológicas). En las familias tradicionales de Asia oriental y occidental, los padres son los jefes de las familias, lo que significa que sus deberes incluyen proporcionar apoyo financiero y tomar decisiones críticas, algunas de las cuales deben ser obedecidas sin ninguna duda por el resto de los miembros de la familia.   
Al igual que con los conceptos culturales de la familia, los detalles del papel de un padre varían según las costumbres culturales. En lo que algunos sociólogos llaman la "familia burguesa ", que surgió de los hogares europeos típicos de los siglos XVI y XVII, el papel del padre ha sido algo limitado. En este modelo familiar, el padre actúa como el apoyo económico y, a veces, disciplinario de la familia, mientras que la madre u otra pariente femenina supervisa la mayor parte de la crianza de los hijos. Esta estructura se aplica, por ejemplo, en sociedades que legislan el " permiso de maternidad " pero que no tienen un " permiso de paternidad " correspondiente.   
Sin embargo, este papel limitado se ha cuestionado cada vez más. Desde la década de 1950, los científicos sociales y las feministas han criticado cada vez más los arreglos de trabajo y cuidado de género, y el papel de sostén masculino, y las políticas se dirigen cada vez más a los hombres como padres, como una herramienta para cambiar las relaciones de género.

### Ciencia de la paternidad
Descrito como 'la ciencia de la paternidad masculina', el estudio del 'arte de ser padre' surgió principalmente en Gran Bretaña y los Estados Unidos (pero también en toda Europa) en la década de 1920. "Los adjuntos masculinos a los Centros de Bienestar de Maternidad reaccionaron al dominio materno en el bienestar infantil y la crianza de los hijos en la Gran Bretaña de la guerra, argumentando que los padres deberían desempeñar un papel crucial en la educación de los niños".
Las palabras 'ma ma' y 'mamá', generalmente consideradas como términos de cariño dirigidos hacia una figura materna, son generalmente una de las primeras palabras que habla un niño. Si bien 'da da' o 'papá' a menudo lo preceden, esto no refleja un vínculo más fuerte entre el padre y el hijo que el de la madre y el hijo, es simplemente más simple de pronunciar que 'mamá' o 'mamá' que requieren mayor control sobre los músculos de la boca. Los  niños tienden a recordar más 'papá' porque, según la investigación, son más emocionantes para el niño.

### Teorías contemporáneas
Se han realizado varios estudios al público estadounidense para determinar cómo los hombres ven y definen la paternidad. Específicamente, los estudios se han centrado en por qué los hombres eligen convertirse en padres y la relación entre la paternidad y la masculinidad contemporánea. No es sorprendente que la investigación reciente sobre la paternidad se enmarque en la teoría de la identidad y se haya centrado en la importancia, la centralidad y la importancia de la identidad del padre en la vida de los hombres, especialmente porque puede estar relacionada con la participación de los hombres en sus hijos. Según la teoría de la identidad, cuanto más destacada y central es la identidad, más probable es que los individuos participen en comportamientos asociados con ella. La prominencia se refiere a la disposición para representar una identidad en una situación particular. La centralidad se refiere a la importancia de una identidad en relación con otras identidades. La centralidad de la identidad del padre generalmente se mantiene en un nivel superior (en oposición al hermano, esposo, etc.) debido a la expectativa de género de que los hombres deben ser padres "buenos". Los hombres que consideran que su papel como padre es central y crucial para quienes son como personas tienen más probabilidades de comprometerse con sus hijos y luchar por participar en una paternidad responsable . Los hombres que no logran convertirse en padres con éxito o no pueden tener hijos ven la falta de paternidad como una amenaza para su masculinidad. Como resultado, la amenaza a la masculinidad sirve como una fuerza impulsora para que los hombres se conviertan en padres porque nunca quieren ser vistos como infértiles o afeminados.

### Hombres que no eligen la paternidad
Los estudios sobre hombres que optan por no ser padres a menudo se centran en cómo el papel de la paternidad es crucial para la masculinidad y la identidad central del hombre. Muchos hombres culpan a las dificultades económicas, las diferencias culturales y las situaciones de la vida como factores potenciales que los disuaden de la paternidad.
Las dificultades económicas sirven como una explicación primaria para que los hombres eviten la paternidad. Para los hombres, es difícil separar el éxito laboral de la paternidad porque mantener financieramente a la familia ha sido fundamental para la identidad de ser padre en los Estados Unidos y otros países. Como resultado, se forma una relación compleja entre las luchas económicas y la importancia de la paternidad. Los hombres que no están empleados o que tienen bajos ingresos a menudo sienten que han fracasado tanto como padres como hombres. Por otro lado, los hombres que tienen un bajo nivel socioeconómico consideran que la paternidad es muy atractiva porque les da una medida de logro que el mundo laboral les niega.    
En términos de la importancia cultural de la paternidad, los hombres blancos y los hombres de color tienen opiniones diferentes sobre la paternidad que pueden afectar la cantidad de estos hombres que participan en la paternidad.
Por último, algunos hombres culpan a las situaciones de la vida como el factor principal de su decisión de no buscar la paternidad. Las situaciones de la vida se definen como el estado civil de una persona (soltera o casada) y su edad. Los estudios han demostrado que los hombres mayores y casados tienden a ser más propensos a la paternidad. Se ha propuesto que los hombres continúan viendo el matrimonio, el trabajo y la paternidad como un "paquete"  lo que significa que la falta de uno de estos componentes, como el trabajo o el matrimonio, puede dar lugar a la decisión de no tener hijos. 
También se ha propuesto que los hombres casados sienten que se espera que busquen la paternidad como parte de su matrimonio, aunque es posible que personalmente no quieran tener hijos. Por otro lado, los hombres solteros y más jóvenes no sienten el mismo deseo porque no están "preparados" para apoyar emocional y económicamente a un niño.

## Formas familiares alternativas
El número de parejas casadas que crían hijos ha disminuido con los años. En Canadá, los matrimonios y las parejas de derecho común con hijos menores de 25 años representaban el 44% de todas las familias en 2001. Esta estadística ha bajado desde 1991, cuando las parejas casadas y de hecho que criaban niños menores de 25 años representaban el 49 por ciento de todas las familias canadienses.  Hay varias formas familiares que se están volviendo cada vez más populares en la sociedad.    

### Familias monoparentales
En Canadá, las familias monoparentales se han vuelto populares desde 1961, cuando solo un 8,4 por ciento de los niños fueron criados por un padre soltero. En 2001, el 15,6 por ciento de los niños fueron criados por un padre soltero.  El número de familias monoparentales continúa aumentando, mientras que es cuatro veces más probable que la madre sea la que cría al hijo. El alto porcentaje de madres se debe al resultado de un divorcio, un embarazo no planificado o la incapacidad de encontrar una pareja adecuada. Los niños que son criados por un padre soltero están comúnmente en desventaja debido a las características de la crianza de los hijos. Tanto la madre como el padre contribuyen de manera significativa al desarrollo de un hijo, por lo tanto, la capacidad de uno de los padres para criar a un hijo solo puede verse obstaculizada.

### Cohabitación
Una residencia que contiene una pareja soltera se llama convivencia. Este tipo de estilo familiar es cada vez más aceptado en Canadá y ha aumentado del 8% en 1981 al 16,4% en 2001. En las últimas décadas, vivir con su pareja se ha normalizado en la sociedad. La convivencia ha aumentado drásticamente en los Estados Unidos en los últimos 50 años, aumentando en casi un 900 por ciento. Los datos de un censo de 2012 mostraron que 7,8 millones de parejas viven juntas sin casarse primero, en comparación con 2,9 millones en 1996. Y dos tercios de las parejas casadas en 2012 compartieron un hogar juntos durante más de dos años antes de su matrimonio.

## Sociología de la infancia
Los valores aprendidos durante la infancia son importantes en el desarrollo y socialización de los niños. Se considera que la familia es la agencia de socialización primaria y la primera agencia de socialización focal .

### Historia
Desde la década del 2000, un nuevo subcampo, la sociología de la infancia ha ganado cada vez más atención y desencadenado numerosos estudios empíricos, así como intensas disputas teóricas, comenzando en los países de habla escandinava e inglesa. Hasta ese momento, la sociología se había acercado a los niños y a la infancia principalmente desde la perspectiva de la socialización, y el surgimiento del nuevo paradigma sociológico de la infancia fue paralelo a la crítica feminista de las tradiciones sociológicas.  
Los sociólogos de la infancia atacaron el enfoque "adultocéntrico" y la "visión separativa" de la sociología hacia los niños. No es sorprendente, entonces, que los trabajos clave en la sociología de la infancia sean bastante interdisciplinarios, vinculando historia, estudios culturales, etnometodología y pedagogía. Los textos clave incluyen el libro de James y Prout, Constructing and Reconstructing Childhood (1990/1997), el de James, Jenks y Prout, Theorizing Childhood (1998) y el de Prout, The Future of Childhood (2005). Sobre cuestiones metodológicas en la investigación con niños, véase Research with Children, editado por Christensen y James (2008). 

### Tendencias recientes
La actual Sociología de la infancia se organiza en torno a tres debates centrales: 
El niño como actor social: este enfoque se deriva tanto de la sociología juvenil como de la etnografía. Centrándose en la vida cotidiana y las formas en que los niños se orientan en la sociedad, se involucra con las actuaciones culturales y los mundos sociales que construyen y participan. La teoría y la metodología de investigación abordan a los niños como participantes activos y miembros de la sociedad desde el principio. Por lo tanto, no son analizados como extraños a la sociedad ni como miembros meramente 'emergentes' de la sociedad. Por lo tanto, la sociología de la infancia se distingue de los conceptos establecidos de socialización, investigación y psicología del desarrollo de las últimas décadas. 
El orden generacional: el segundo enfoque se centra en cuestiones socio-estructurales y socio-teóricas relacionadas con la igualdad social y el orden social en una sociedad, que clasifica a sus miembros por edad y los segrega en muchos aspectos (derechos, hechos, participación económica, necesidades atribuidas, etc.) Estos problemas pueden resumirse bajo el concepto general del orden generacional. Así, la categorización de los miembros de la sociedad por edad está lejos de ser una representación inocente de distinciones naturales, sino más bien una construcción social de tal "verdad natural". Por lo tanto, es un componente relevante del orden social y está profundamente conectado con otras dimensiones de la desigualdad social. Los cambios sociales y económicos y las intervenciones sociopolíticas se convierten así en temas centrales en la sociología infantil. El análisis de estos temas ha aumentado la conciencia de la desigualdad generacional de las sociedades. 
La hibridación de la infancia: esta discusión es más crítica (aunque no desdeñosa) de los enfoques construccionistas sociales que han dominado la sociología de la infancia desde la década de 1990. Más abierto a las perspectivas materialistas, busca un camino interdisciplinario que reconozca la configuración biológica y social y cultural de la infancia y deja abierta la posibilidad de que surjan estudios interdisciplinarios de la infancia que surjan de los esfuerzos multidisciplinarios actuales.  
Esta línea tiene dos influencias importantes. En primer lugar, una llamada "nueva ola" de estudios de la infancia, fuertemente influenciada por el libro seminal de Alan Prout (2005) El futuro de la infancia. En este trabajo, Prout examina cómo la infancia no se construye simplemente socialmente, a través de discursos, leyes o instituciones, sino materialmente, a través de juguetes, alimentos y medicinas. Desde entonces, sociólogos como Nick Lee han ofrecido análisis importantes de las formas en que los 'enredos' entre los niños y las materialidades y tecnologías no humanas se han vuelto cada vez más importantes para el gobierno y la regulación de la vida de los niños, a través de lo que él llama el 'biopolitización' de la infancia.
En segundo lugar, los enfoques no representativos de las geografías de los niños han ofrecido una serie de enfoques proporcionales y posiblemente más amplios que van más allá del constructivismo social. Los expertos como Peter Kraftl, John Horton y Affrica Taylor han sido particularmente influyentes al examinar cómo se producen y experimentan las infancias a través de complejas intersecciones de emoción, afecto, encarnación y materialidad. Las perspectivas de una investigación interdisciplinaria en torno a la hibridación, la espacialidad y una "nueva ola" siguen siendo muy prometedoras en un volumen reciente de Julie Seymour, Abigail Hackett y Lisa Procter.

### Género e infancia
Ha habido mucha investigación y discusión sobre los efectos de la sociedad en la asunción de roles de género en la infancia, y cómo las normas sociales perpetúan las interacciones diferenciadas de género en los niños. Los psicólogos y sociólogos sugieren que la identidad de género propio es el resultado del aprendizaje social de los compañeros, el modelado de roles dentro de la unidad familiar y la predisposición genética. Las implicaciones sociológicas son las siguientes: 
Interacciones entre pares: 
Existen diferencias de género significativas en los estilos de relación entre los niños que comienzan a surgir particularmente después de la primera infancia y al comienzo de la infancia media alrededor de los 6 años y se vuelven más frecuentes con la edad. Los niños tienden a jugar en grupos más grandes que las niñas, y es más probable que los amigos de los niños se hagan amigos entre sí, lo que a su vez conduce a una mayor densidad en las redes sociales entre los niños. Los niños también tienen jerarquías de dominio más bien definidas que las niñas dentro de sus grupos de pares. En términos de relaciones diádicas, es más probable que las niñas tengan relaciones más duraderas de esta naturaleza, pero ninguna literatura sugiere que las niñas tengan relaciones más diádicas que los niños. Las niñas también son más prosociales en situaciones de conflicto y son mejores en el trabajo colaborativo y el juego que los niños. También pasan más tiempo en conversaciones sociales que los niños y es más probable que se divulguen entre sus pares que los niños.  
Por otro lado, los niños son más propensos que las niñas a participar en juegos organizados como deportes y actividades con reglas bien definidas. Una teoría sugiere que debido a esto, los niños tienen más oportunidades de exhibir su fuerza y habilidad y comparar las suyas con las de sus compañeros durante estas actividades competitivas. Los grupos de pares de niñas se caracterizan por fuertes relaciones interpersonales, empatía por los demás y por trabajar hacia objetivos orientados a la conexión, mientras que los niños se centran más en afirmar su propio dominio en el grupo de pares y alcanzar objetivos orientados.
También existen diferencias sociales significativas entre niños y niñas cuando experimentan y lidian con el estrés social. Los niños experimentan más estrés social entre sus compañeros que las niñas en forma de abuso verbal y físico, pero las niñas experimentan más estrés social a través de tensiones en sus amistades y redes sociales. Para lidiar con el estrés social, las niñas buscan más apoyo, expresan más emociones a sus amigos y rumian más que los niños. Los niños usan el humor como una distracción del estrés y buscan menos apoyo emocional dentro de sus amistades y redes sociales.
Interacciones familiares: 
En general, la literatura implica que el género biológico de los niños afecta la forma en que los padres interactúan con ellos. Los diferenciales en la interacción varían desde la cantidad de tiempo que pasan con los niños hasta cuánto invierten los padres financieramente en el futuro de sus hijos. En promedio, los padres tienden a exhibir un trato más diferencial que las madres, y los padres tienden a invertir más en familias con hijos que en familias con hijas en términos de tiempo y dinero. Sin embargo, la asociación de género con la inversión paterna se ha debilitado a lo largo de los años, y las diferencias no son grandes. Los padres tienden a inscribir a sus hijas en más actividades culturales que sus hijos (por ejemplo, clases de arte, clases de baile y lecciones de instrumentos musicales), y tienden a invertir más en programas de participación de padres relacionados con la escuela para sus hijos que para sus hijas.
Los hijos y las hijas no solo reciben un trato diferente por parte de sus padres en función del género, sino que también reciben diferentes beneficios de sus padres en función del género. Los padres, tanto los padres como las madres, pueden invertir menos en la educación superior de sus hijas que sus hijos y tienden a ahorrar más dinero en promedio en anticipación a la inscripción de sus hijos en instituciones educativas después de la graduación de la escuela secundaria. Sin embargo, esto puede no conducir a un mayor éxito académico o laboral para los hijos más adelante en la vida. Los padres también son más propensos a subestimar las habilidades de las hijas en matemáticas y ciencias al sobreestimar las de los hijos. Las hijas también, en promedio, también hacen más tareas domésticas que los hijos, lo que refleja las divisiones de género en el lugar de trabajo y el hogar en la sociedad.
Las relaciones entre hermanos, a diferencia de las relaciones con los padres, no muestran consenso en la literatura sobre la diferenciación de género en las interacciones y los beneficios. Sin embargo, los hermanos de minorías sexuales pueden tener más dificultades para recibir el tratamiento necesario específico para el sexo de los padres.

### Tareas actuales
Las preguntas sobre las prácticas e instituciones de socialización siguen siendo centrales en la investigación infantil. Pero están siendo tratados de una manera nueva y más sociológica. Analizar los procesos de socialización significa, por lo tanto, reconstruir las concepciones, procesos e instituciones históricamente y culturalmente variables de disciplina y educación de la descendencia. Además, se consideran las estrategias de formación de habitus y las prácticas de estatus.  
La sociología de la desigualdad social y la sociología de la vida familiar y privada son, por lo tanto, campos importantes para los sociólogos de la infancia. Se debe tener en cuenta la propia acción de los niños, su resistencia, cooperación y acción colectiva entre pares. Mientras tanto, los supuestos antropológicos generalizados sobre una naturaleza humana universal, basados en una visión del individuo y la sociedad en oposición, deben omitirse del repertorio conceptual de la investigación sociológica infantil. Son el legado del antiguo enfoque de socialización y legitiman algunas formas de prácticas de educación e infancia como indispensables e incluso como un requisito "natural" de la sociedad, mientras que devaluan otras. De esta manera, generalmente legitiman la infancia de la clase media occidental y enmascaran la desigualdad y los intereses del orden social. 

## Otras lecturas
- Alanen, L. y Mayall, B. (Eds.) (2001): Conceptualizing Child-adult Relations, London.
- Christensen, P. y James, A. (Eds) (2008) Investigación con niños: Perspectivas y prácticas, Londres: FalmerRoutledge.
- Cohen, Philip N. (2018): The Family: Diversity, Inequality, and Social Change (2nd ed) . Nueva York: WW Norton.
- Bass, L. (Ed.) (2005): Sociological Studies of Children and Youth, vol. 10, Ámsterdam.
- The Blackwell Companion to the Sociology of Families, Wiley-Blackwell, 2003. ISBN 0-631-22158-1
- Buehler-Niederberger, D. (1998): La visión separativa. ¿Existe algún enfoque científico para los niños? en DK Behera (Ed.), Niños y Niñez en nuestras Sociedades Contemporáneas . Delhi: Kamla-Raj Enterprises, pp.   51-66.
- Randall Collins y Scott Coltrane (2000): Sociología del matrimonio y la familia: género, amor y propiedad, Wadsworth Pub Co, Chicago.
- Corsaro, William (2005). La sociología de la infancia . Thousand Oaks, CA: Pine Forge Press.
- Edgar, Don y Patricia (2008), The New Child: en busca de adultos más inteligentes, Wilkinson Publishing, Melbourne, Australia.
- James, A. y Prout, A. (Eds) (1997) Construyendo y reconstruyendo la infancia en Londres: FalmerRoutledge (2ª edición revisada).
- James, A., Jenks, C. y Prout, A. (1998) Theorizing Childhood, Cambridge: Polity Press.
- Jenks, Chris (2005): Childhood (2nd edition), Nueva York.
- Nicholas Long y Rex Forehand (2002): Hacer el divorcio más fácil para su hijo: 50 maneras efectivas de ayudar a los niños a adaptarse, Contemporary Books, Chicago.
- David Newman (2008): Familias: una perspectiva sociológica, McGraw-Hill Higher Education, Boston Mass.
- Parsons, Talcot . (1955) Proceso de Familia, Socialización e Interacción . Robert F. Bales y James Olds. Prensa Libre.
- Prout, A. (2004): El futuro de la infancia. Hacia el Estudio Interdisciplinario de Niños, Londres.
- Prout, A. y Hallett, Ch. (Eds.) (2003): Escuchando las voces de los niños: Política social para un nuevo siglo, Londres.
- Qvortrup, J. y col. (Eds.) (1994): Childhood Matters. Teoría social, práctica y política . Viena, Avebury.
- Brian Williams, Stacey Sawyer y Carl Wahlstrom (2008): Matrimonios, familias y relaciones íntimas: una introducción práctica (2ª edición), Pearson, Boston.
- Zelizer, Vivianne A. (1985): Precios del niño invaluable. El valor social cambiante de los niños . Nueva York.

- Datos: Q2290557